# Leszek Leo Kantor

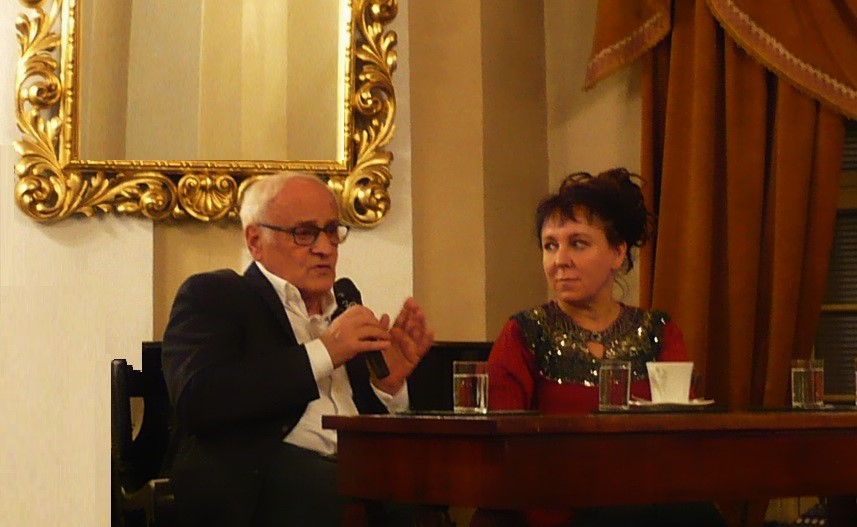
L. Kantor i O. Tokarczuk w Kłodzku, 2016

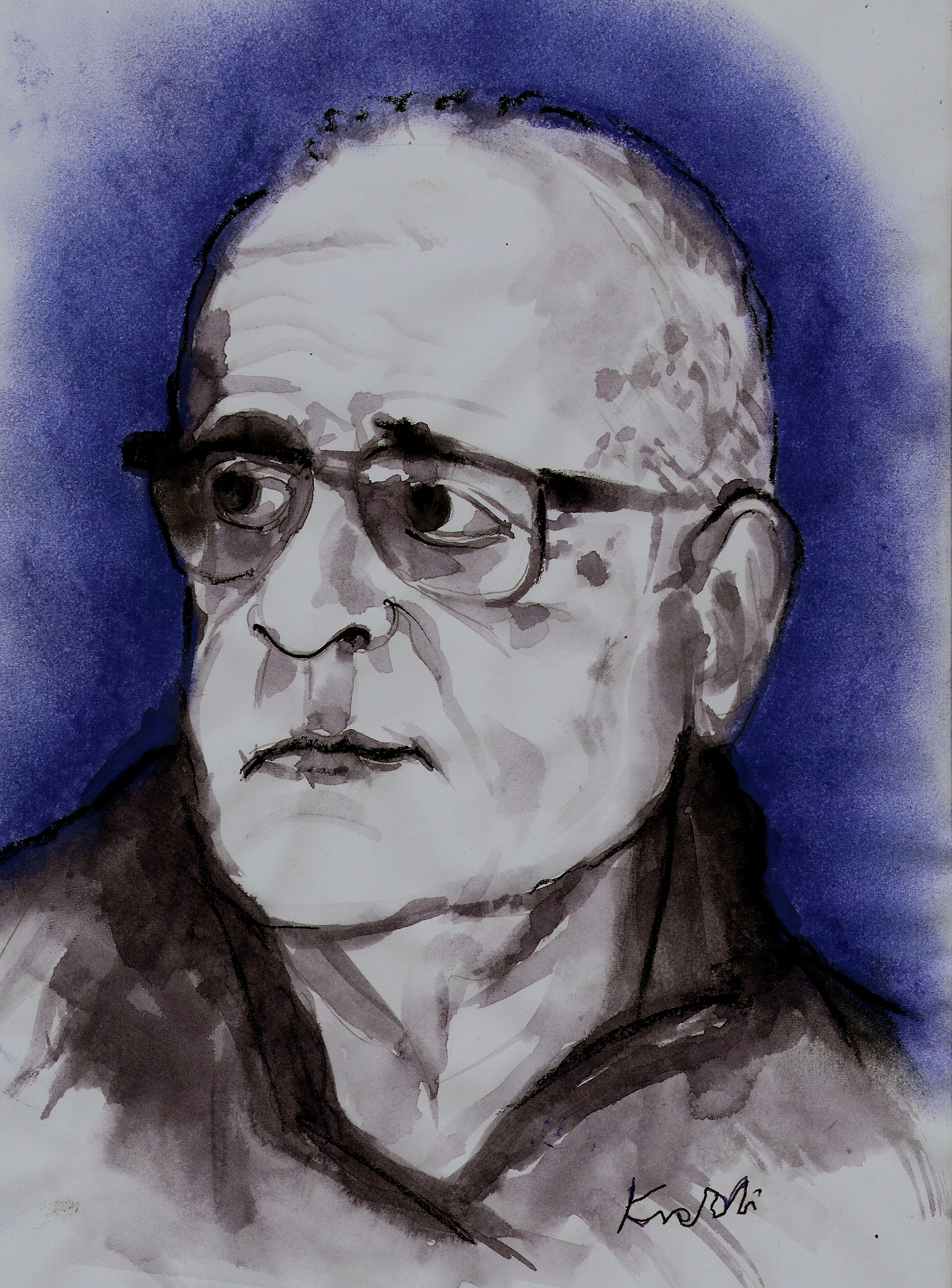
Portret L. Kantora, rys. Z. Kresowaty

Leszek Leo Kantor (ur. 27 maja 1940 w Charkowie) – polski publicysta, redaktor Radio Wolna Europa, pedagog, reżyser filmów dokumentalnych Absolwent i nauczyciel akademicki związany z Wyższą Szkołą Pedagogiczną w Opolu. Od 1968 roku mieszkający w Sztokholmie. W 2018 koordynator warszawskich uroczystości 50. rocznicy Marca 68.

## Biografia
Leszek Leo Kantor urodził się w 1940 r. jako syn Mery Bord i Natana Siroty. W czasie II wojny światowej przebywał na Syberii (1943 r.) oraz z matką Mery na Uralu w miasteczku Ałapajewsk koło Jekaterynburga. Jego ojciec Natan Sirot zginął w 1941 r. na froncie. W 1945 r. został zaadoptowany przez Grzegorza Kantora stolarza z Kołomyi, podoficera Wojska Polskiego.
W 1946 r. razem z matką i ojczymem przybył do Strzegomia, gdzie spędził lata swoje dzieciństwa.
Na początku lat 60. XX w. zaczął studiować filologię rosyjską na Wyższej Szkole Pedagogicznej w Opolu, gdzie następnie został wykładowcą. Do dzisiaj istnieje tam klub Studentów Opola „Skrzat”, który założył wraz z Zimową Giełdą Piosenki Studenckiej”. Po wydarzeniach marcowych w 1968 r. został zwolniony z pracy „za ukryte pochodzenie” i nie tłumienie strajków studenckich w akademiku „Mrowisko”, którego był opiekunem z ramienia Senatu WSP. W lipcu 1968 r. zmarła jego matka w wieku 49 lat, zwolniona z pracy we Wrocławiu, gdzie była zatrudniona jako księgowa. Nie podpisała protestu przeciwko „agresji Izraela na państwa arabskie”.

## Emigracja marcowa, Szwecja
W Łodzi poznaje Reginę Liberman córkę łódzkich żydowskich rzemieślników z ulicy Wschodniej. Para pobiera się. W 1969 r. razem żoną Reginą Liberman (z którą później ma syna Marka Davida Kantora) wyjechał do Szwecji z dokumentem podroży w jedną stronę. W 1970 r. związał się z Uniwersytetem Sztokholmskim, w którym pracował do 2005 r. Od 2001 r. jest Prezesem Centralnej Federacji Emigrantów w Szwecji. W latach 1995–2005 był członkiem Rządowej Rady ds. Równości Etnicznej.
W latach 1970–1975 pracował dla Rozgłośni Polskiej Radia Wolna Europa. Od 1990 r. jest szefem Międzynarodowego Forum Kultury w Szwecji, które zajmuje się obroną praw człowieka i tolerancją.
W czasie stanu wojennego był odpowiedzialny za audycje Sveriges Radio w 1 programie po raz pierwszy w historii radia szwedzkiego po polsku. Z jego inicjatywy powstała później redakcja polska Sveriges Radio, która działała przez wiele lat aż do 1989 r.
Po 20 latach (od zakazu wjazdu do Polski w 1969 r.) wraca do kraju i wykłada gościnnie na uniwersytetach w Polsce. Zasiada w jury wielu międzynarodowych festiwali filmowych. Organizator pierwszej konferencji w historii Szwecji na temat Zagłady Żydów. Publikował w „Gazecie Wyborczej”, „Rzeczpospolitej” i w wielu skandynawskich czołowych gazetach wielonakładowych. Jest reżyserem filmów dokumentalnych o Żydach polskich „Tam gdzie rosną porzeczki” i „W poszukiwaniu utraconego krajobrazu”, pokazywanych na wielu festiwalach na świecie. Od 2010 do 2015 był dyrektorem Festiwalu Filmów Dokumentalnych „Humanity in the world” w Szwecji. Odznaczony w 2008 r. główną nagrodą Federacji Artystów Szwedzkich za obronę praw człowieka i walkę z rasizmem w filmie dokumentalnym. W 1989 r. z rąk minister Izy Cywińskiej odznaczony medalem Zasłużony dla Kultury Polskiej, a w 2000 r. odznaczony Krzyżem Kawalerskim Orderu Zasługi RP. W 2016 r. powołał Światowe Forum Żydów Polskich Zikaron – Pamięć – Memory. Z okazji 50 rocznicy Marca '68 jest jednym z głównych koordynatorów i autorem wielu uroczystości w Polsce i na świecie. Jego multimedialna prezentacja „Zdjęć, które Żydzi polscy zabrali ze sobą po Marcu '68 obejmuje 180 unikalnych zdjęć i pokazana będzie na uczelniach w muzeach i instytucjach kultury w wielu krajach.

## Szwedzkie media
- 1980 Sveriges Radio program I – redaktor
- 1970-1975 Radio Wolna Europa – redaktor

## Koordynator warszawskich obchodów 50. rocznicy wydarzeń marca 1968
- 4 lutego 2018 Gość programu Dzień dobry TVN, temat rozmowy Kryzys dyplomatyczny z Izraelem. Jak się zakończy?[5]
- 22 lutego 2018 Wystawa Fotografii -Galeria Stara Kordegarda w Warszawie Wystawa zebranych zdjęć od emigrantów marcowych pt. Album rodzinny. Zdjęcia, które Żydzi zabrali ze sobą...[6][7]
- 3 marca 2018 Słupski Ośrodek Kultury: Prezentacja multimedialna przygotowana przez Leo Leszka Kantora – „Album rodzinny. Zdjęcia, które Żydzi zabrali ze sobą…”, rozmowa Leo Kantora i Roberta Biedronia „W poszukiwaniu tolerancji”[8][9]
- 9 marca 2018 jeden trzech bohaterów reportażu Marcowi emigranci w Czarno na białym w TVN24[10]

## Filmy dokumentalne biograficzne o Leo Kantorze
- 2014 – autobiograficzny dokument pt. W poszukiwaniu utraconego krajobrazu (39 minut), Polska, 2014[11], scenariusz, reżyseria, producent
- 2011 – autobiograficzny dokument pt. Tam, gdzie rosną porzeczki (34 minut), 2011[12] scenariusz, reżyseria, producent

## Konsultant filmowy
- 2006 Rachela na Dworcu Gdańskim – scenariusz, reżyseria Ewa Szpryngier, konsultacje Leo Kantor

## Nagrody filmowe
- 2008 – Nagroda Federacji Artystów Szwedzkich za „obronę praw człowieka i walkę z rasizmem w filmie dokumentalnym”

## Ordery i odznaczenia
- 2000 – Krzyż Kawalerski Orderu Zasługi Rzeczypospolitej Polskiej
- 1989 – Zasłużony dla Kultury Polskiej